# Passerina cyanea
El azulejo índigo (Passerina cyanea), también conocido como arrocerito índigo, azulillo índigo, azulillo norteño, azulito norteño (Colombia y Costa Rica), colorín azul (México), escribano índigo (Ecuador), gorrión azul, pape azulejo o simplemente azulejo, es una especie de ave paseriforme de la familia Cardinalidae propia del este, centro y suroeste de Norteamérica, que pasa el invierno en las Grandes Antillas, Bahamas, y Centroamérica hasta Panamá y a veces hasta el norte de Sudamérica.
Tiene un parecido con su pariente cercano Passerina Caerulea, aunque este último es un poco más grande, posee un pico más grueso y tiene un azul menos intenso que Passerina Cyanea.

## Nombres
En latín Passerina derivado de passer “pájaro o gorrión” y cyanea “azulosa”. En Cuba se conoce como azulejo. En Costa Rica se conoce como "indre"

## Hábitat
Prefiere los bosques poco densos, aprovecha también las plantaciones de árboles exóticos y zonas con arbustos. Se acerca a las zonas urbanas.

## Descripción
Mide cerca de 13 cm de largo. El pico es corto, de forma cónica. El macho con su plumaje de reproducción en primavera y verano es azul índigo. Cuando inverna en los países del sur, es castaño con algunas plumas azules dispersas, más abundantes en la rabadilla. La hembra y el macho joven son de color castaño en el dorso, por abajo es más claro con el pecho con un rayado ligero y las alas ligeramente barreadas de castaño. Se agrupa en bandadas pequeñas. Comen semillas, pequeños frutos e insectos, a menudo en el suelo.

## Nido
Anidan de mayo a septiembre en Estados Unidos y Canadá. Hacen su nido a relativamente baja altura, en arbustos densos o árboles bajos situados en los bordes de tierras cultivadas, carreteras, y otros ambientes modificados por el hombre, y también en claros de bosques caducifolios y en pantanos. Lo construyen con hojas, pajas tallos y pedazos de corteza. Ponen de 1 a 4 huevos blancos.

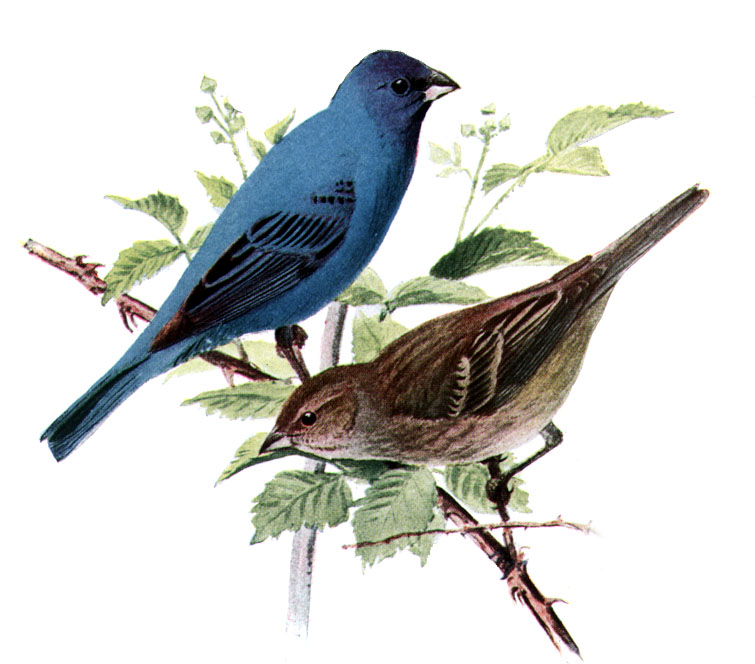
Macho (arriba) y hembra (abajo)